# Jonathan Keates
Jonathan Keates (Parigi, 1946) è uno scrittore, biografo, insegnante e romanziere inglese, presidente del Venice in Peril Fund.
Keates è stato educato alla Bryanston School e si è laureato al Magdalen College di Oxford. Ha scritto una serie di famose biografie e libri di viaggio, ma anche le sue opere di narrativa hanno ricevuto il plauso della critica, in particolare Allegro Postillions, per il quale gli è stato assegnato sia il James Tait Black Memorial Prize che il Premio Hawthornden. È membro della Royal Society of Literature. È molto interessato a Venezia e parla italiano, francese, spagnolo, tedesco e portoghese. Scrive anche recensioni in alcune riviste di spicco.
Inoltre, Keates è stato un insegnante di inglese alle dipendenze della City of London School dal 1974 al 2013 e giudice in diversi concorsi di scrittura. Keates si ritirò per concentrarsi sulla sua presidenza del Venice in Peril Fund. Alla sua uscita dalla scuola nel luglio 2013, dopo aver fatto un discorso di addio in lacrime, ha avuto due standing ovation da parte degli alunni e del personale, e in suo onore è stata organizzata una cena con 200 invitati.

## Premi e riconoscimenti
- James Tait Black Memorial Prize (1983)
- Hawthornden Prize (1983)

## Opere
- Shakespeare Country (1979)
- Historic London (1979)
- Canterbury Cathedral (1980)
- Love of Italy (1980)
- Allegro Postillions (1983)
- The Companion Guide to the Shakespeare Country (1983)
- Drawings and Sketches of Oxford (1983)
- Handel: The Man And His Music (1985)
- The Strangers' Gallery (1987)
- Tuscany (1988)
- Italian Journeys (1991)
- Umbria (1991)
- Stendhal (1994)
- Venice (1994)
- Purcell: A Biography (1995)
- Soon to Be a Major Motion Picture (1997)
- Smile Please (2001)
- Short Stories (2001)
- The Rough Guide History of Italy (2003)
- The Siege of Venice (2005)